# Ноћ стријепње
„Ноћ стријепње” је југословенски ТВ филм из 1982. године. Режирао га је Иван Фогл а сценарио је написао Владимир Черкез.

## Улоге
| Глумац          | Улога |
| --------------- | ----- |
| Руди Алвађ      |       |
| Зоран Бечић     |       |
| Јасмин Гељо     |       |
| Владо Јокановић |       |
| Урош Крављача   |       |
| Бранко Личен    |       |
| Јосипа Мауер    |       |
| Салих Насић     |       |
| Бранко Петковић |       |